# Rebelión de Cao Qin
La rebelión de Cao Qin (chino simplificado: 曹 石 之 变; chino tradicional: 曹 石 之 變, pinyin: Cáoshí Zhi Bian) fue un levantamiento armado en la capital de la dinastía Ming, Pekín el 7 de agosto de 1461, organizado por el general chino Cao Qin (曹 钦;. d 1461) y sus tropas Ming, Han y mongoles descendieron contra el emperador Tianshun (1457 a 1464). La rebelión fue orquestada por Cao y sus oficiales por temor a estar al lado de la lista de purga de los que ayudaron a recuperar el trono de su medio-hermano, el Jingtai, que le había sucedido antes durante la crisis Tumu. La trama filtrada de la rebelión fue un fracaso, tres de los hermanos de Cao murieron durante la batalla, y Cao Qin fue obligado a suicidarse durante el esfuerzo de una última resistencia contra las tropas imperiales asaltando al complejo residencial de Pekín. La rebelión marcó el punto más alto de la tensión política, por lo que permitió a los mongoles ser empleados en la estructura de mando militar de Ming. Los funcionarios chinos dieron a menudo recompensas a los subordinados mongoles de méritos militares, mientras que al mismo tiempo se reubicaban estratégicamente sus tropas y las familias de la capital.

## Fondo

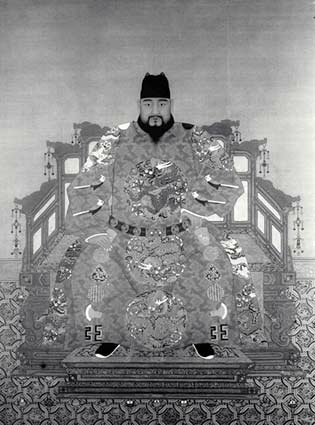
El emperador Zhengtong

(r. 1435–1449) ; fue capturado por los mongoles durante la Crisis Tumu, lanzada un año más tarde en 1450, fue puesto bajo arresto domiciliario durante siete años por su medio hermano, el Jingtai - llevó un golpe contra Jingtai en 1457 y recuperó el trono como el Emperador Tianshun (r. 1457–1464).]]
Durante la dinastía Ming (1368– 1644), los mongoles inscritos en el servicio militar o bien eran prisioneros de guerra o bien estaban sometidos "voluntariamente" a la Ming, y se instaló en China Otros huyeron de su tierra natal en la estepa norte debido a los desastres naturales como sequías, buscando refugio en China, donde las familias mongolas encontraron alojamiento y hospitalidad. Algunos mongoles se convirtieron en oficiales militares destacados, se concedieron filas nobles, y en ocasiones más raras se convirtieron en ministros en la burocracia estatal. mongoles de noble linaje socializados con literatos chinos de las dos capitales (Nankín y Pekín), mientras que también tenían sus hijos educados en los textos clásicos chinos. Sin embargo, los mongoles en el Imperio Ming vivían en la sospecha de las autoridades Ming chinas. Mongoles de menor estatura social a menudo fueron acusados por las autoridades chinas de ser propensos a la violencia, el bandidaje y a convertirse incluso en prostitutas. funcionarios Ming utilizan la excusa de las campañas militares para reubicar y dispersar tropas mongoles y familias a través de China para que no se concentren en el norte de China (que el territorio enemigo del Mongol corazón) Wu Tingyun sostiene que hubo un cambio notable en las políticas de la corte Ming después del 1449 Crisis Tumu  en el trato con los mongoles; afirmó que con anterioridad la corte Ming alentó activamente la inmigración Mongol, y después simplemente arregló los que ya se habían puesto del lado de los Ming.
El 20 de julio de 1461, después de que los mongoles hubieran efectuado redadas en junio en territorio Ming a lo largo de las vías del norte del Río Amarillo, el ministro de Guerra Ma Ang (马昂; 1.399–1476) y el general Sol Tang (孙 镗;. d 1471) fueron designados para dirigir una fuerza de 15.000 soldados para reforzar las defensas de Shaanxi El historiador David M. Robinson afirma que "estos desarrollos también deben haber alimentado sospechas sobre los mongoles que viven en el norte de China, que a su vez exacerba sentimientos mongoles de inseguridad, sin embargo, hay un vínculo directo que se puede encontrar entre la decisión de los mongoles Ming en Beijing para unirse al golpe de Estado y las actividades de los mongoles de la estepa en el noroeste. "

## Día anteriores al golpe
El 6 de agosto de 1461, el emperador Tianshun emitió un edicto ordenando a sus nobles y generales a ser leales al trono; esto era en efecto una amenaza velada a Cao Qin, después de que éste tenía su socio en el Guardia Imperial. asesinadas para encubrir delitos de transacciones extranjeras ilegales este soldado de la guardia imperial había actuado como agente comercial privada de Cao, pero cuando este hombre no pudo mantener los asuntos en secreto, Cao retuvo a la esposa del soldado y le dice a las autoridades que su marido se había vuelto loco y huyó. Lu Gao (逯 杲;. d 1461), el oficial en jefe de la Guardia Imperial, tenía órdenes aprehender al soldado desaparecido con la aprobación del emperador, con lo cual Cao tenía a su exagente comercial golpeado hasta la muerte, con lo que las autoridades podrían llegar a él.
El General Shi Heng (石亨; d 1459.), Que ayudó a la sucesión de Tianshun, muerto de hambre en la cárcel después de una advertencia similar de un edicto imperial; su hijo Shi Biao (石 彪) fue ejecutado en 1460. Cao Qin quería no correr riesgos y por dejarse se arruinó de manera similar. las tropas mongoles de Cao eran veteranos que tenían luchado en varias campañas bajo el eunuco Cao Jixiang (曹吉祥) suegro adoptivo de -Cao Qin, en la década de 1440 La lealtad de los clientes oficiales de Cao era segura debido a las circunstancias de miles de oficiales militares que tuvo que aceptar descensos en 1457 debido a promociones anteriores en ayudar a la sucesión de Jingtai. Robinson afirma que "los oficiales mongoles sin duda esperan que Cao caiga del poder , para pronto seguir. "
Cao tiene bien planeado matar a Ma Ang y Sun Tang como lo fueron para partir de la capital con 15.000 soldados de Shaanxi en la mañana del 7 de agosto, o simplemente planea aprovechar su licencia. los conspiradores dijeron que habían planeado colocar su heredero en el trono y degradar la posición de Tianshun a "gran emperador mayor", el título delegado a él durante los años de su arresto domiciliario desde 1450 a 1457, bajo el gobierno de Jingtai.